# Šenov u Nového Jičína (železniční zastávka)
Šenov u Nového Jičína je železniční zastávka, která se nachází západně od centrální části obce Šenov u Nového Jičína v okrese Nový Jičín. Zastávka leží v km 22,151 jednokolejné Suchdol nad Odrou – Nový Jičín mezi stanicí Suchdol nad Odrou a dopravnou Nový Jičín město.

## Historie
Zastávka pod tehdejším názvem Schönau byla dána do provozu 1. května 1881, tedy současně se zprovozněním lokální dráhy ze Suchdola nad Odrou do Nového Jičína. Po vzniku Československa v roce 1918 byla zastávka přejmenována na Šenov, od roku 1933 bylo pojmenování rozšířeno na Šenov u Nového Jičína. V letech 1938 až 1945 bylo používáno opět německé jméno Schönau. V roce 1951 byl název změněn z Šenov u Nového Jičína na Nový Jičín zastávka, v roce 2015 bylo navráceno pojmenování Šenov u Nového Jičína.
V roce 2020 proběhla oprava zastávky, v rámci které bylo vybudováno bezbariérové nástupiště s novým osvětlením, došlo také k rekonstrukci budovy s čekárnou pro cestující.

## Popis zastávky
V zastávce je u traťové koleje zřízeno vnější jednostranné nástupiště o délce 60 m, nástupní hrana je ve výšce 550 mm nad temenem kolejnice. Cestujícím je k dispozici výpravní budova. Přístup z obce k zastávce je ulicí U Zastávky, která kříží železniční trať v km 6,370 pomocí přejezdu P6785, který je zabezpečen výstražnými kříži.

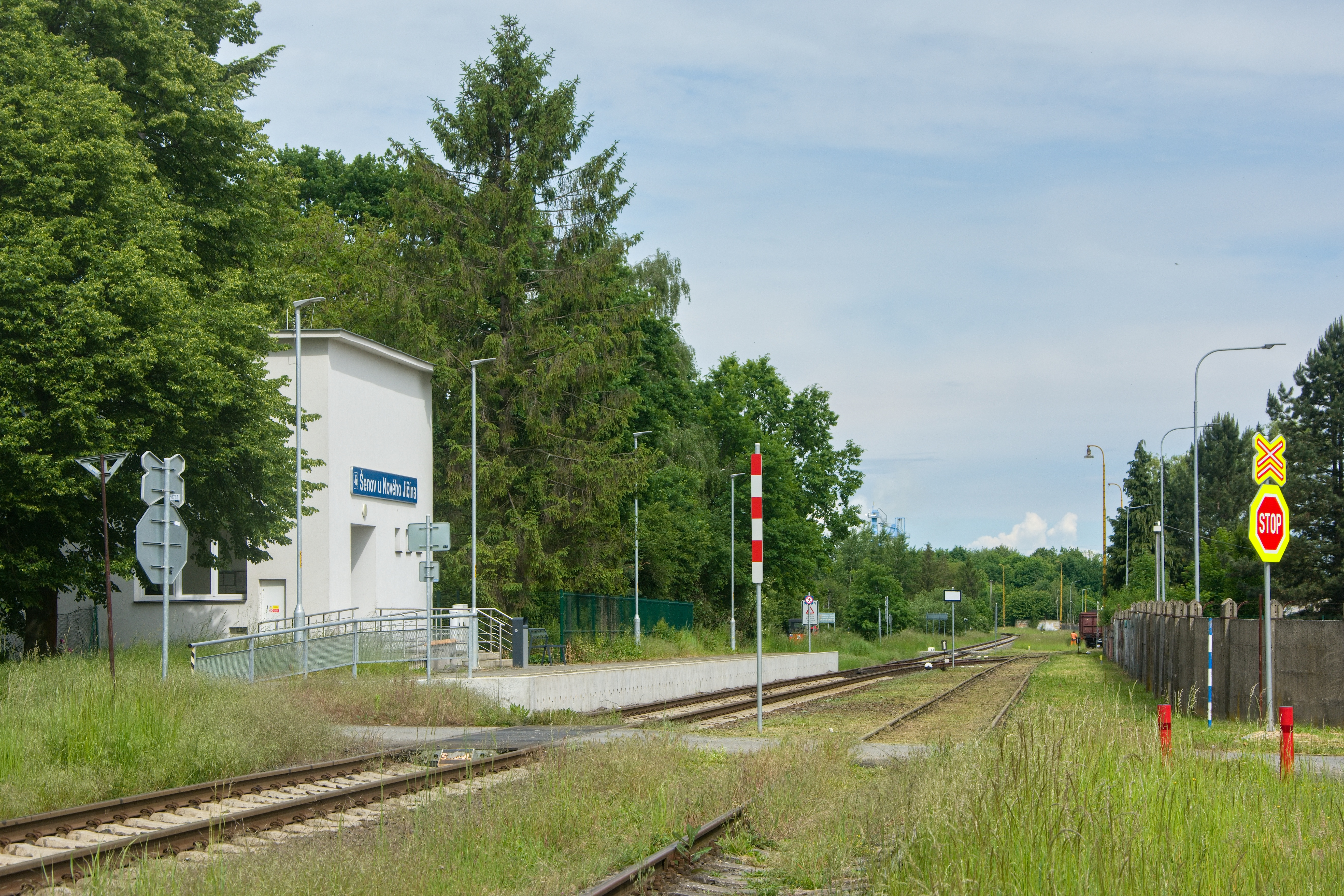
V popředí přejezd P6785, vlevo nástupiště s budovou zastávky, vpravo kolejiště vlečky VOP CZ

U zastávky se nachází vlečkové kolejiště VOP CZ Šenov u Nového Jičína. Tato vlečka je napojena do traťové koleje na dvou místech: výhybkou č. 1 v km 5,866 a výhybkou č. 8 v km 6,307. Obsluha vlečky je možná s uvolněním nebo bez uvolnění traťové koleje. Do této vlečky pak ústí ještě další dvě vlečky: EXPOL TRADE Šenov u Nového Jičína a Investiční a majetková. Významná je především vlečka EXPOL TRADE, kam ještě v roce 2021 jezdily třikrát týdně vlaky s uhlím, celkem se na této vlečce vykládalo 25 až 30 tisíc tun hnědého uhlí za rok.